# Bürgermeisterkette (Wien)

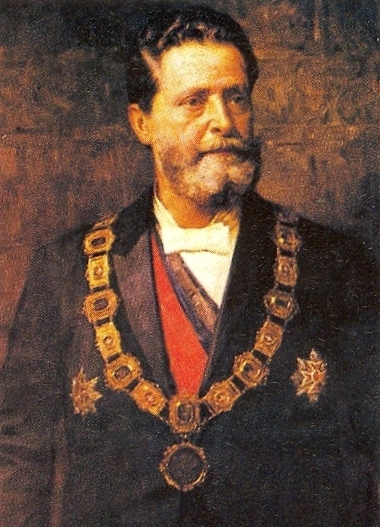
Karl Lueger mit der Bürgermeisterkette

Die Bürgermeisterkette von Wien ist die Amtskette der Wiener Bürgermeister. Sie wurde erstmals 1883 von Eduard Uhl getragen. Ihr Aussehen wurde folgendermaßer beschrieben:

„Die Amtskette des Bürgermeisters von Wien besteht aus 20 Gliedern, von welchen zehn größere Glieder viereckig und überhöht, zehn kleinere rund geformt sind. Beide Gliederformen wechseln in der Reihenfolge ab; den Abschluß der Kette bildet ein Medaillon. Die überhöhten Kettenglieder zeigen die Allegorien des Handels, der Gewerbe, der Wohlthätigkeit, des Unterrichtes, der Gesundheitspflege, der Religion, der Stärke, der Weisheit, der Gerechtigkeit, der Gemeinde-Autonomie. Die kleineren runden Zwischenglieder enthalten in Email das Herzschild des Wiener Stadtwappens mit dem weiß-rothen Kreuze. Das Medaillon zeigt auf der Vorderseite in goldener Umrahmung das Wiener Stadtwappen, auf der Rückseite die Widmungsinschrift. Auf der Rückseite der Kettenglieder werden die Namen jener Bürgermeister, welche diese Kette getragen haben, sammt der Dauer ihrer Amtsführung ersichtlich gemacht. Die ganze Kette wird von Gold angefertigt und eine Länge von 1,2 Meter erhalten.“

Sozialdemokratische Bürgermeister lehnten die Benützung der Kette jedoch stets ab, weshalb sie seit 1945 nicht mehr getragen wurde.
Kaiser Franz Joseph I. genehmigte am 24. Mai 1883 mit einem Allerhöchsten Entschluss die Anschaffung und Benützung der Amtsketten für den Bürgermeister von Wien und seinen Stellvertreter. Anlass für diese Anschaffung war die im Rahmen der 200-Jahr-Feier der erfolgreichen Abschlagung der Zweiten Türkenbelagerung erfolgte Eröffnung des neuen Wiener Rathauses am 12. September 1883. Die von der Wiener Bürgerschaft dem amtierenden Bürgermeister Eduard Uhl gewidmete Kette wurde an diesem Tag das erste Mal und später auch von seinen Nachfolgern getragen.
Nach dem Ersten Weltkrieg lehnte Jakob Reumann, der erste sozialdemokratische Bürgermeister von Wien, das Tragen dieser Kette genauso ab wie sein ebenfalls sozialdemokratischer Nachfolger Karl Seitz. Während des Ständestaats trug Richard Schmitz diese Bürgermeisterkette wieder und ebenso die Bürgermeister während der Zeit des Nationalsozialismus. Nach dem Zweiten Weltkrieg setzten die wieder sozialistischen (bzw. sozialdemokratischen) Bürgermeister die Tradition ihrer Vorgänger aus der Zwischenkriegszeit fort und verzichteten auf das Tragen der Bürgermeisterkette.
Bereits im 14. Jahrhundert trug der Wiener Bürgermeister „bei einem Pferderennen einen Harnisch von Silber mit der goldenen Amtskette darüber“.